# Ualabi rupestre de l'illa Great Palm
El ualabi rupestre de l'illa Great Palm (Petrogale assimilis) és una espècie de ualabi rupestre que viu al nord-est de Queensland (Austràlia). És molt semblant a sis altres espècies que viuen en aquesta àrea, incloent-hi el ualabi rupestre del Cap York (P. coenensis), el ualabi rupestre desguarnit (P. inornata) i el ualabi rupestre de Herbert (P. herberti).